# Lawrence Rickard Wager
Lawrence Rickard Wager (* 5. Februar 1904 in Batley, Yorkshire; † 20. November 1965 in London), normalerweise Bill Wager genannt, war ein britischer Geologe, Forscher und Bergsteiger, der als einer der besten geologischen Denker seiner Generation beschrieben wurde. Bekannt wurde er unter anderem durch seine Arbeit an der Skaergaard-Intrusion in Grönland und aufgrund seines Versuchs, 1933 den Mount Everest zu besteigen.

## Frühe Laufbahn
Wager besuchte die Leeds Grammar School und später das Pembroke College in Cambridge, an dem er 1926 einen sehr guten Abschluss in Geologie erwarb. Während seiner Zeit in Cambridge entwickelte er ein Interesse am Bergsteigen und verbrachte mehrere Urlaube in Wales, Schottland und den Alpen, außerdem war er Vorsitzender der Bergsteigervereinigung der Universität. Nach drei Jahren in Cambridge, in denen er geologische Forschungen betrieb, trat er eine Stelle als Dozent an der geologischen Fakultät der University of Reading an.

## Grönland
1930 reiste Wager zum ersten Mal nach Ostgrönland, als er an der britischen Arctic Air Route-Expedition unter der Leitung von Gino Watkins (1907–1932) teilnahm. Schon während des ersten Teils der Expedition fand Wager eine große Intrusion am Eingang des Kangersertuaq. Er nannte sie Skaergaard-Intrusion und erkannte ihre Bedeutung als Lehrbuchbeispiel einer Intrusion sofort; eine Erkenntnis, die später als „Geniestreich“ bezeichnet wurde. Die Expedition, die sich bis über den Winter fortsetzte, gab ihm außerdem die Gelegenheit, seinen Mut als Forscher zu beweisen: Zur Unterstützung einer Station musste er unter widrigsten Bedingungen eine mehr als 200 Kilometer lange Schlittenfahrt zum höchsten Punkt des grönländischen Eisschilds durchführen – ein Unternehmen, das 39 Tage dauerte. Wager versuchte schließlich noch, den Mont Forel zu besteigen, den damals höchsten bekannten Gipfel der Arktis mit einer Höhe von mehr als 3.500 m. Die Gruppe musste knapp 150 m unterhalb des Gipfels umkehren.
Die Forschungsaktivitäten in Grönland legten die Grundlagen für Wagers spätere Karriere. Er unternahm in den 1930ern noch drei weitere Expeditionen nach Grönland, wobei er 1935 die Erstbesteigung des mit 3.694 m höchsten Bergs der Insel, Gunnbjørn Fjeld, anführte. Bei der Organisation und Expeditionsleitung spielte er eine immer größere Rolle. Das Ziel der Expeditionen war die bis ins Einzelne gehende Kartierung der Skaergaard-Intrusion, und die Erfassung eines größtmöglichen Teils ihrer Umgebung. Insgesamt wurden etwa 35.000 km² kartiert. Die Ergebnisse der Erkundung wurde in vier Bänden der Meddelelser om Grønland veröffentlicht. Die Arbeiten wurden als der vielleicht größte Einzelbeitrag zur Wissenschaft der Petrologie bezeichnet.

## Der Mount Everest
1933 führte Hugh Ruttledge eine britische Expedition zur Nordseite des Mount Everest, die erste nach der Expedition von 1924, auf der Mallory und Irvine verschollen waren. Der vorgesehenen Bergsteigergruppe gehörte Percy Wyn-Harris an, ein Bekannter von Wager aus der Zeit in Cambridge; und als Noel Odell aus Geschäftsgründen seinen Platz in der Gruppe aufgeben musste, wurde Wager als Ersatz auf den freigewordenen Platz eingeladen. Am 30. Mai 1933 unternahmen Wager und Wyn-Harris den ersten Versuch zur Gipfelbesteigung. Sie folgten der Traverse unterhalb des Nordostgrats, so wie Norton sie im 1924 als Erster begangen hatte, anstatt dem Rücken selbst zu folgen. Sie erreichten ungefähr dieselbe Höhe, die auch Norton erreicht hatte, bevor schlechte Schneebedingungen und die fortgeschrittene Tageszeit sie zur Umkehr zwangen.

## Militärdienst und Laufbahn nach dem Krieg
Während des Zweiten Weltkrieges diente Wager bei der Royal Air Force in der Abteilung für Luftbildauswertung. Er wurde am 12. August 1940 zum Pilot Officer ernannt und ein Jahr später zum Flying Officer befördert. 1942 war er Teil einer kleinen Aufklärungsgruppe, die auf der Suche nach dem deutschen Schlachtschiff Tirpitz den sogenannten „Murmansk Run“ absolvierte, eine Konvoifahrt nach Murmansk zur Unterstützung der sowjetischen Truppen. Wager wurde in offiziellen Berichten für seine Arbeit erwähnt (Mentioned in Despatches). Am 1. September 1942 wurde er zum Flight Lieutenant auf Zeit befördert, am 11. Februar 1943 zum regulären Flight Lieutenant. Er quittierte den Dienst am 1. Juli 1944.
Im selben Jahr wurde Wager auf den Lehrstuhl für Geologie der University of Durham berufen und wechselte 1950 – zwei Jahre nachdem er zum Fellow of the Royal Society gewählt worden war – an die University of Oxford als Professor der Geologie und wurde gleichzeitig Oxbridge Fellow am University College (Oxford). Er nahm die Aufgabe auf sich, das ins Abseits geratene Institut wieder aufzubauen. 1953 war er Teilnehmer einer weiteren Grönlandexpedition, aber ein Herzanfall setzte 1955 seiner Laufbahn als aktiver Bergsteiger und Forscher ein Ende. Seine akademische Arbeit konnte er jedoch fortsetzen, und er engagierte sich zunehmend auf dem Gebiet der geologischen Altersbestimmung und der Isotopengeochemie. Darüber hinaus war er treibende Kraft bei der Gründung der beiden Fachzeitschriften Geochimica et Cosmochimica Acta im Jahr 1950 und Journal of Petrology im Jahr 1960. 1965 starb er plötzlich an den Folgen eines zweiten Herzanfalls.
Sein Buch Layered Igneous Rocks, das er mit seinem Schüler Malcolm Brown verfasste, erschien 1968 nach seinem Tod und wurde zum Standardlehrbuch auf diesem Gebiet. Die International Association of Volcanology and Chemistry of the Earth’s Interior vergibt ihm zu Ehren die Wager-Medaille. Seit 1948 trägt der Wager-Gletscher auf der Alexander-I.-Insel in der Antarktis seinen Namen.

## Schriften
- Geological Investigations in East Greenland. Part I: General Geology from Angmagssalik to Kap Dalton. In: Meddelelser om Grønland, 105, 1, 1934, S. 1–46.
- The Kangerdlugssuaq Region of East Greenland. In: The Geographical Journal, 15, 5, 1937, S. 393–425.
- mit W. A. Deer: Geological Investigations In East Greenland. Part III: The Petrology of the Skaergaard Intrusion, Kangerdlusgssuaq, East Greenland. In: Meddelelser om Grønland, 105, 4, 1939, S. 1–352.
- Distribution of vanadium, chromium, cobalt, and nickel in eruptive rocks. In: Nature, Band 156, 1945, S. 207–208.
- Geological Investigations in East Greenland. Part IV: The stratigraphy and tectonics of Knud Rasmussens Land and the Kangerdlugssuaq region. In: Meddelelser om Grønland, 134, 1947, S. 1–64.
- mit R. L. Mitchell: The distribution of trace elements during strong fractionation of a basic magma – a further study of the Skaergaard intrusion, East Greenland. In: Geochimica et Cosmochimica Acta, 1, 1951, S. 129–208.
- mit A. A. Smales (Hrsg.): Methods in Geochemistry. Wiley 1960.
- mit G. M. Brown: Layered Igneous Rocks. Freeman 1967; Oliver and Boyd 1968.